# Toulon-6 (tổng)
Tổng Toulon-6 là một tổng thuộc tỉnh Var trong vùng Provence-Alpes-Côte d'Azur.

## Địa lý
Tổng này được tổ chức xung quanh Toulon trong quận Toulon. Cao độ vùng này từ 0 m (Toulon) đến 589 m (Toulon) với độ cao trung bình 1 m.

## Các xã
| Xã     | Dân số     | Mã bưu chính | Mã insee |
| ------ | ---------- | ------------ | -------- |
| Toulon | 27 694 (1) | 83000        | 83137    |

(1) một phần của xã.

## Thông tin nhân khẩu
| 1962                                                     | 1968 | 1975 | 1982 | 1990   | 1999   |
| -------------------------------------------------------- | ---- | ---- | ---- | ------ | ------ |
| -                                                        | -    | -    | -    | 30 994 | 27 694 |
| Nombre retenu à partir de 1962 : dân số không tính trùng |      |      |      |        |        |